# Paracaesio sordida
Paracaesio sordida är en fiskart som beskrevs av Abe och Wataru Shinohara 1962. Paracaesio sordida ingår i släktet Paracaesio och familjen Lutjanidae. Inga underarter finns listade i Catalogue of Life.